# Sala Parés
La Sala Parés es la galería de arte con más historia de Barcelona. Iniciada por Joan Baptista Parés en 1840 como tienda de artículos para Bellas artes, fue convirtiéndose en sala de exposiciones, y en 1877 ya fue inaugurada formalmente como tal. En los años iniciales, constituyó el gran escaparate artístico de la Barcelona de la "fiebre de oro", donde reinaba la pintura de Modesto Urgell, Román Ribera, Francisco y José Masriera y Manovens, etc.

## Historia

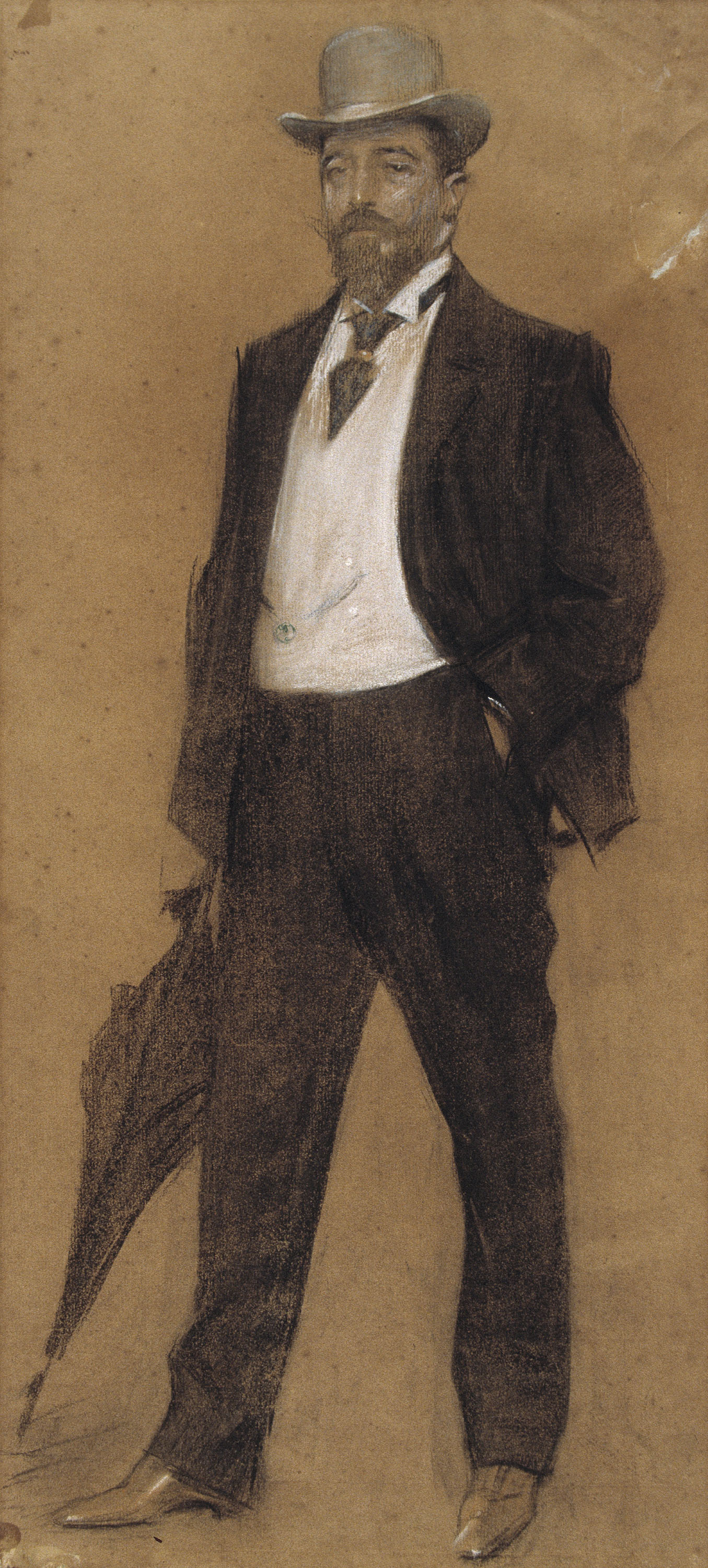
Joan Baptista Parés, el fundador de la sala, visto por Ramón Casas (MNAC).

A comienzos de los años noventa del siglo XIX, la Sala Parés se convirtió en la base de operaciones de los grandes pintores modernistas, como Santiago Rusiñol y Ramón Casas. Un decenio después sirvió igualmente de plataforma a los mejores pintores postmodernistes: Isidro Nonell, Joaquín Mir, Mariano Pidelaserra. Aun así su propietario, J.B. Parés, mantenía una posición absolutamente ecléctica, lo que a la larga ocasionó una notable decadencia de su galería, rebasada por la competencia con otras salas barcelonesas con ideas más claras, como la Faianç Català, las Galerías Layetanas o las Galerías Dalmau.
En 1925, al ser adquirida por la familia Maragall la sala se enderezó totalmente, y fue escenario de exposiciones de los principales artistas de las nuevas generaciones, como Josep Mompou, Alfred Sisquella, Manolo Hugué, Josep de Togores, e incluso Salvador Dalí. Se dedicó también a las subastas y al comercio de pintura antigua, siendo proveedora de grandes museos.
Durante la posguerra mantuvo la tónica anterior y se volvió un exponente de una pintura sobria, de tradición postimpresionista, al margen del experimentalismo de las vanguardias, con nombres como Pere Ciruela, Joan Serra, Rafael Durancamps, Josep Amat y otras más jóvenes, herederos del fauvismo, como Ignasi Mundó. Más adelante, nombres nuevos con personalidad propia, siempre pero dentro del figurativismo, se destacaron extraordinariamente, como Gabino Rey, Josep Roca-Sastre, Francesc Todó o Simó Busom.
Aquellos nombres han dado paso a otros, a la vez que, a través de la sala Trama -situada en la misma calle Petritxol dónde se encuentra la casa madre-, la empresa se ha abierto a la vanguardia.
Paralelamente, la Sala Parés actúa también en Madrid, a través de la Galería El Cisne.